# 戈莫斯塔布爾烏帕齊拉
戈莫斯塔布爾乌帕齐拉是孟加拉国諾瓦布甘傑縣的一个乌帕齐拉，位於拉傑沙希专区的諾瓦布甘傑縣。

## 人口
據1991年孟加拉國人口普查，戈莫斯塔布爾共有戶數34126戶，人口321972人。其中男性佔比50.66%，女性佔比49.34%；成年人口96032人。該地7歲以上人口之平均識字率為32.9%，高於全國平均值（32.4%）。